# Período legislativo de 1986 a 1990 de Costa Rica
| 25 PUSC 1 PU | 1 AP 1 PUAC |

PLN
PUSC
PU
AP
PUAC

El período legislativo de Costa Rica de 1986 a 1990 fue el período durante el cual funcionó la Asamblea Legislativa de Costa Rica. Fue el primer Congreso en el que estuvo representado el Partido Unidad Social Cristiana desde un principio, ya que la Coalición Unidad se fusionó en dicho partido en 1983. Su histórico rival el Partido Liberación Nacional mantuvo su mayoría parlamentaria aunque esta se redujo de 33 a 29, mientras que la bancada socialcristiana aumentó a 25 demostrando que el PUSC se había recuperado de la impopularidad de la administración Carazo.
Tras su relativo éxito electoral en las elecciones pasadas, la izquierda se atomizó tras pugnas internas llevando a la división de la coalición Pueblo Unido y a la reducción de su bancada a un diputado y otro por parte de su escisión la coalición Alianza Popular.

## Fracciones
| Partido político | Partido político                  | Diputados | Diputados |
| ---------------- | --------------------------------- | --------- | --- |
|                  | Partido Liberación Nacional       |           | 1. Fernando Volio Jiménez 2. Alberto Fait Lizano 3. Rose Marie Karpinsky Dodero 4. Mario Enrique Carvajal Herrera 5. María Guevara Fallas 6. Johnny Ramírez Azofeifa 7. Etelberto Jiménez Piedra 8. Alex Solís Fallas 9. Leonel Villalobos Salazar 10. José Alberto Aguilar Sevilla 11. Fabio Molina Rojas 12. Víctor Manuel Lizano Barahona 13. José Luis Valenciano Chaves 14. Aníbal Enrique González Barrantes 15. Jorge Rossi Chavarría 16. José Miguel Corrales Bolaños 17. José Luis Ureña Ulate 18. Allen Ramón Arias Angulo 19. Rodrigo Arias Sánchez 20. Nilda González Ramírez 21. Edgar Allan Benavides Vílchez 22. Víctor Julio Román Méndez 23. Antonio Tacsan Lam 24. Ángel Marín Madrigal 25. Carlos Luis Monge Sanabria 26. José Joaquín Solís Rodríguez 27. Alfonso Estevanovich González 28. Clinton Cruickshank Smith 29. Orlando Avendaño Castro |
|                  | Partido Unidad Social Cristiana   |           | 1. Luis Manuel Chacón Jiménez 2. Cristian Tattenbach Iglesias 3. Rodolfo Méndez Mata 4. Óscar Manuel Saborío Vega 5. Luis Fishman Zonzinski 6. Juan Luis Delgado Monge 7. José María Borbón Arias 8. José Vega Chaves 9. Carlos Eduardo Araya Guillén 10. José Antonio Lobo Solera 11. Fernando Jiménez Maroto 12. María Eugenia Badilla Rojas 13. Federico Villalobos Villalobos 14. Norma Jiménez Quirós 15. Carlos Manuel Monge Rodríguez 16. Rodrigo Araya Umaña 17. Olga Zamora Fonseca 18. José Joaquín Muñoz Bustos 19. Óscar Julio Ávila Solé 20. Rodolfo Enrique Sotomayor Guevara 21. Erlin Valderramos Bermúdez 22. Omar Obando Suárez 23. Marcelle Taylor Brown 24. Héctor Carballo Chaves |
|                  | Pueblo Unido                      |           | 1. Javier Solís Herrera |
|                  | Alianza Popular                   |           | 1. Humberto Vargas Carbonell |
|                  | Partido Unión Agrícola Cartaginés |           | 1. Juan Guillermo Brenes Castillo |

## Presidente
| Presidente del Congreso     | Legislatura | Partido político |
| --------------------------- | ----------- | ---------------- |
| Allen Arias Angulo          | 1989-1990   | PLN              |
| José Luis Valenciano Chaves | 1988-1989   | PLN              |
| Fernando Volio Jiménez      | 1987-1988   | PLN              |
| Rose Marie Karpinsky Dodero | 1986-1987   | PLN              |